# Звёздная дорога
«Звёздная дорога» — российский журнал фантастики, издававшийся с 2002 по 2003 год. Главный редактор — Александр Ройфе. Журнал был экспериментальным, ищущим новые имена и новые формы.

## Содержание
Несмотря на то, что журнал издавался недолго, он успел ввести в круг читательского внимания несколько новых имён. К ним относятся Лора Андронова (в «Звёздной дороге» был опубликован её шокирующий рассказ-притча «Вода окаянная»), Кирилл Бенедиктов (городской хоррор «Чужая квартира»), Лео Каганов (знаменитый рассказ «Хомка»). В небольшом количестве публиковались переводные рассказы: Клайва Баркера, Джорджа Мартина, Роберта Янга, Лоис Буджолд.
Из раздела критики самым заметным явлением в журнале стала нелицеприятная, шокирующая рубрика «Арбитмания» — заметки о фантастике саратовского критика Романа Арбитмана.